# Rúben Micael
Rúben Micael Freitas da Ressurreição (Câmara de Lobos, 19 de Agosto de 1986) é um futebolista português. 
É um médio atacante oriundo da União da Madeira que passou pelo Nacional da Madeira, pelo Atlético de Madrid. e que agora representa o FC Paços de Ferreira por empréstimo 
No dia 18 de Janeiro de 2010 foi contratado pelo Futebol Clube do Porto, que pagou 3 milhões € por 60% do seu passe, tendo assinado um contrato de 4 anos e meio. Trilhou o seu caminho no Nacional da madeira, tendo contribuído para a conquista do 4º lugar do campeonato em 2008/2009.

## Títulos
Liga Portuguesa (2)
Supertaça Cândido de Oliveira (2)
Taça de Portugal (2)
Taça da Liga (1)
Segunda Liga (1)
Europa League (1)
2x Participante na Champions-League
3x Participante na Liga Europa

1x Participante no Campeonato da Europa